# Anetz
Anetz korábbi község Franciaországban, Loire-Atlantique megyében. 2016. január 1-jén Saint-Herblon községgel egyesült és Vair-sur-Loire új község része lett.
Lakosainak száma 2086 fő (2018. január 1.). Anetz Bouzillé, Ancenis, Liré, Le Marillais és Saint-Herblon községekkel határos.

## Népesség
A település népességének változása:
| Lakosok száma | 604  | 687  | 1211 | 1285 | 1367 | 1776 | 1944 | 2019 | 2066 | 2086 |
|               | 1962 | 1968 | 1982 | 1990 | 1999 | 2008 | 2011 | 2013 | 2017 | 2018 |